# 常德公寓
常德公寓，原称爱林登公寓（英語：Eddington House），位于上海市常德路195号，靠近南京西路与愚园路，是一座建造于1936年，高8层的装饰艺术派风格公寓。其原来是意大利人拉乌尔·斐斯的房产，居住者旧时多是社会中上层人士。1994年，常德公寓入选第二批上海市优秀历史建筑。

## 张爱玲故居
静安寺地区早已经是上海繁华的商业、文化中心，附近高楼大厦林立，常德公寓就像一段被完美封存的旧时光矗立在街面上。
它之所以这么出名，是因为 1939年，20岁的张爱玲和妈妈、姑姑一同住进了这里的51单元。彼时，这座艺术装饰风格建筑的常德公寓刚刚建成三年。公寓共有八层，站在阳台上可以望到外滩。
1942年，张爱玲又搬进了这栋公寓，改住65单元，一住就是6年。她在这里开始学习生活，去市场，去电影院，在夜里听着克林克林的电车声才能入睡，她甚至和公寓里的电梯员也打成一片。电梯上到六楼,便是当年胡兰成求见张爱玲的地方。因为敲门不应，胡从门缝下塞进了一张纸条，一场孽缘就此蔓延开来。
就是在这里的六年成为了张爱玲文学创作上的黄金时期，其一生中最重要的几部作品，《沉香屑·第一爐香》、《封锁》、《红玫瑰与白玫瑰》、《金锁记》、《倾城之恋》就是从常德公寓的窗前走进了大众的视野。张爱玲与胡兰成也是在此相遇，又在此分别，之后她一个人悄然搬离，1947年她飘然一人离开了这个伤心的处所。
张爱玲在常德公寓的在阳台上俯视红尘，于散文《我看苏青》写道：“晚烟里，上海的边疆微微起伏，虽没有山也像是层峦叠嶂。我想到许多人的命运，连我在内的，有一种郁郁苍苍的身世之感。”在《公寓生活记趣》一文中，张爱玲如是描绘她的公寓生活：
|  | 我喜歡听市聲。比我較有詩意的人在枕上听松濤，听海嘯，我是非得听見電車響才睡得著覺的。……公寓是最合理想的逃世的地方。厌倦了大都会的人们往往记挂着和平幽静的乡村,心心念念盼望着有一天能够告老归田,养蜂种菜,享点清福,殊不知在乡下多买半斤腊肉便要引起许多闲言闲语,而在公寓房子的最上层你就是站在窗前换衣服也不妨事！ |

作家陈丹燕在《上海的风花雪月》一书中就称这栋公寓“被刷成了女人定妆粉的那种肉色，竖立在上海闹市中的不蓝的晴天下面”。
在常德公寓还叫爱丁顿公寓的时候，楼下有家咖啡馆。张每天下午都会到楼下的咖啡馆孵着。现在的常德公寓据说被一位资深张迷买下来，所以不能入内。不过楼下开了一家张爱玲主题书店，叫千彩书坊，亦是应景，很多张迷来此“朝圣”。

## 建筑特色
常德公寓,无疑是一幢非常女性化的大楼——肉粉的墙面夹杂咖啡色的线条，多半是时间的关系，这幢大楼看上去有些暗暗的色调，仿佛沾染了灰的、旧日里女人用过的胭脂扣。楼前一排梧桐，倒是依旧生气勃勃的模样。
常德公寓是根据地形设计的，共8层，钢筋混凝土结构，占地面积580平方米，建筑面积2663平方米，设有电梯，为装饰艺术派风格。整个建筑配有细腻的局部装饰，平面呈凹形，两翼后收。大楼东立面两侧出挑长条形阳台，中部竖线条形成横竖对比。顶部2层退台收进。其建筑利用阳台的处理所形成的强烈阴影效果，使建筑产生丰富的变化。旧时常德公寓的内部，每层3户，户型有2室户和3室户。每户都安装有壁炉。西面有长挑长廊，既作为安全通道，又兼作阳台。每套住宅上下有小楼梯连通。第八层是电梯机房和水箱等用房。
张爱玲51单元的客厅，胡兰成形容“一种现代的新鲜明亮，几乎是带刺激性。”
常德公寓因张爱玲而名声大噪，几十年过去了，这座看似平凡的公寓里依旧保有传奇。1992年张曼玉主演的电影《阮玲玉》就在公寓一楼取景拍摄。
据说导演王家卫的私人工作室也隐蔽地藏在这里。不过，这栋公寓现在已经成为私人住宅了，非住户不得入内。

## 图片集

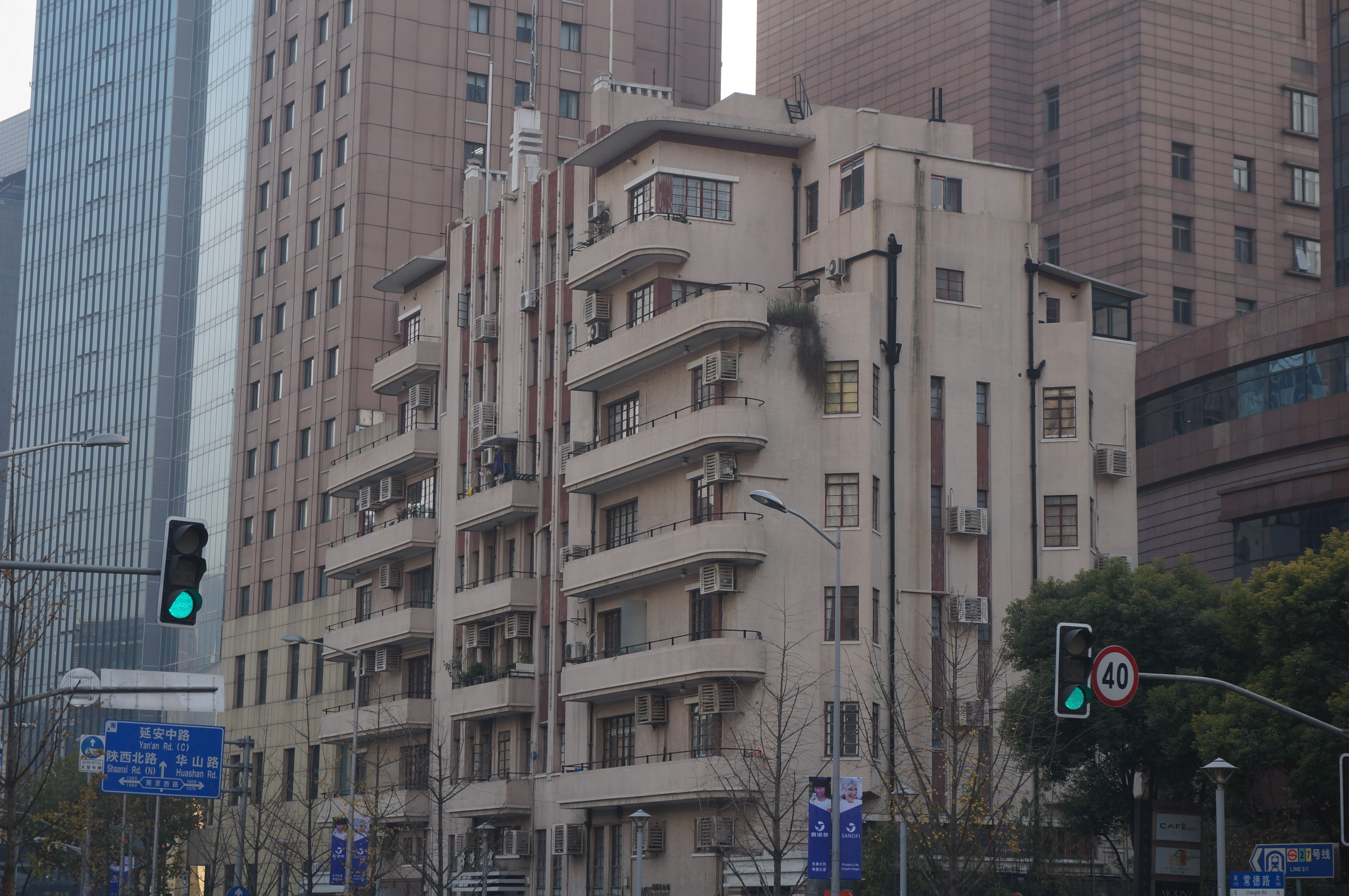
常德公寓远景
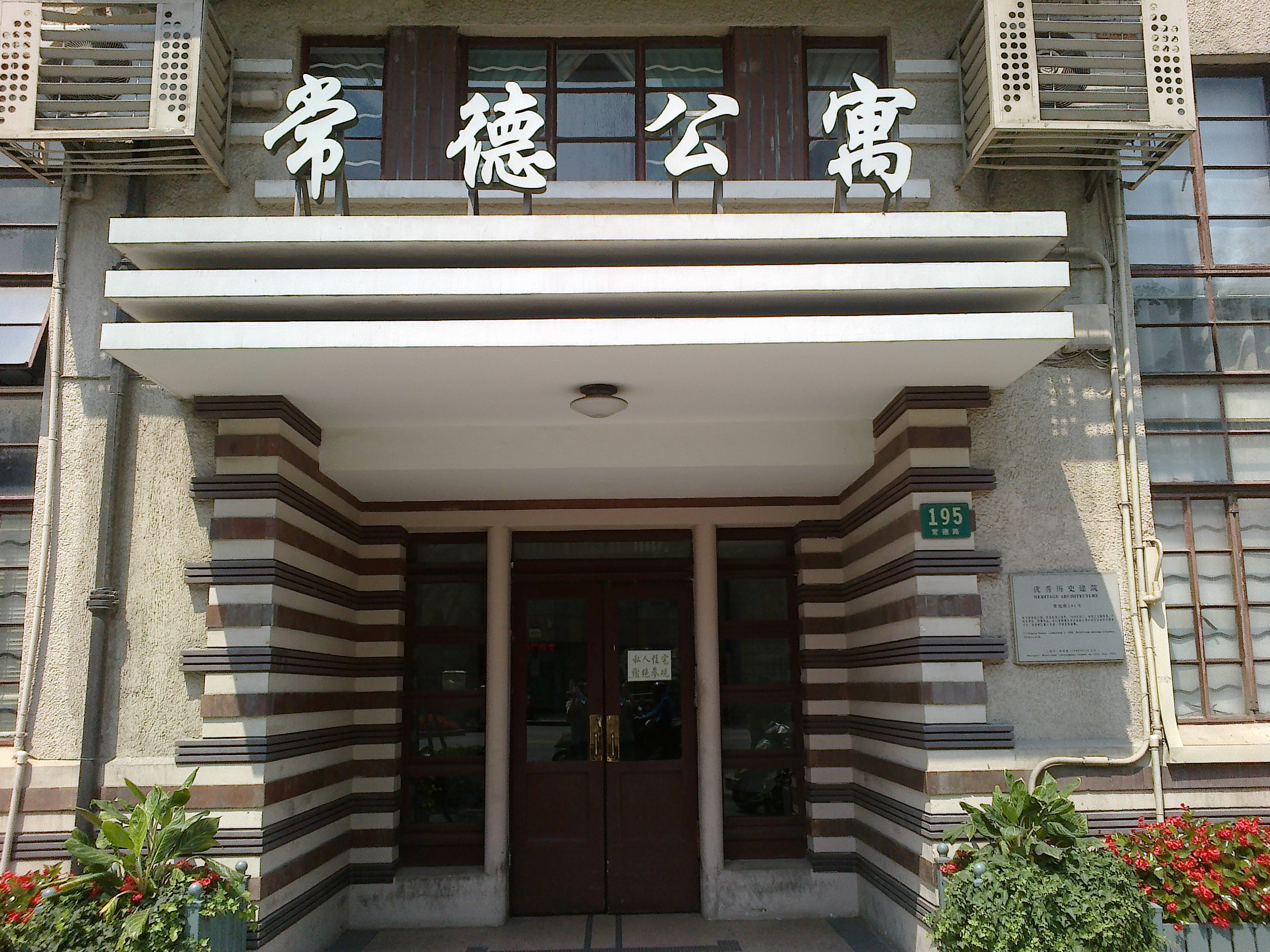
常德公寓大门